# Temporada 1994 del Campeonato de España de Superturismos
La Temporada 1994 del Campeonato de España de Superturismos es la primera edición del campeonato bajo esta nomenclatura, ya que por primera vez en España, se dio paso a los Superturismos. Los participantes que disputaron el campeonato con los vehículos de la temporada anterior, fueron separados en otra clasificación reservada a ellos.

## Escuderías y pilotos
| Escudería                   | Coche                   | N.º           | Piloto                       | Ronda         |
| Superturismos               | Superturismos           | Superturismos | Superturismos                | Superturismos |
| --------------------------- | ----------------------- | ------------- | ---------------------------- | ------------- |
| Team Repsol Nissan          | Nissan Primera eGT      | 1             | Luis Pérez-Sala              | 1-7, 9-10     |
| Team Repsol Nissan          | Nissan Primera eGT      | 104           | Tomás Saldaña (I)            | 10            |
| Team Repsol Nissan          | Nissan Primera eGT      | 105           | Eric van de Poele (I)        | 9             |
| Equipo Central Hispano Opel | Opel Vectra GT          | 2             | Antonio Albacete             | Todas         |
| Equipo Central Hispano Opel | Opel Vectra GT          | 6             | Josep Arqué                  | Todas         |
| Ford España                 | Ford Mondeo Ghia        | 3             | Carlos Palau                 | 1-7, 9-10     |
| Ford España                 | Ford Mondeo Ghia        | 5             | Jesús Pareja                 | 1-7, 9-10     |
| Teo Martín Motorsport       | BMW 318iS               | 4             | Alain Ferté                  | Todas         |
| Teo Martín Motorsport       | BMW 318iS               | 100           | Francisco Egozkue (I)        | 8-10          |
| Alfa Romeo Corse            | Alfa Romeo 155 TS       | 7             | Luis Villamil                | Todas         |
| Alfa Romeo Corse            | Alfa Romeo 155 TS       | 8             | Adrián Campos                | Todas         |
| Alfa Romeo Corse            | Alfa Romeo 155 TS       | 101 155       | Gabriele Tarquini (I)        | 9 10          |
| ? Schneider Motorsport      | BMW 318iS               | 102 101       | Juan Ignacio Villacieros (I) | 9 10          |
| SEAT France Racing          | Seat Toledo GT          | 102           | Jean-Denis Délétraz (I)      | 10            |
| SEAT France Racing          | Seat Toledo GT          | 103           | Fabien Giroix (I)            | 9             |
| SEAT France Racing          | Seat Toledo GT          | 104 103       | Jordi Gené (I)               | 9 10          |
| S.Conrado                   | BMW 318iS               | 106           | Jorge Petiz (I)              | 9             |
| Maurice Pérus               | Opel Astra GSi          | 107           | Maurice Pérus (I)            | 9             |
| Turismos                    |                         |               |                              |               |
| SDA                         | Ford Escort RS Cosworth | 26            | Rafael Barrios               | Todas         |
| Procar Motorsport           | BMW M3                  | 27            | Jon Andrescu                 | ?             |
| Alfa Romeo Corse            | Alfa Romeo 155 Q4       | 28            | Gianni Giudicci              | ?             |
| Alexander Villanueva        | BMW M3                  | 29            | Alexander Villanueva         | ?             |
| Sony Car HI-FI Baporo       | BMW M3                  | 30            | Josep Bassas                 | Todas         |
| Sony Car HI-FI Baporo       | BMW M3                  | 37            | Ferran Jordà                 | ?             |
| Rodolfo Zonno               | Ford Sierra Cosworth    | 31            | Rodolfo Zonno                | 1-7, 9-10     |
| José Ruiz-Thiery            | BMW M3                  | 32            | Ignacio Goiburu              | Todas         |
| Club Motor Jerez Meycom     | Ford Escort RS Cosworth | 34            | Ricardo García Galiano       | Todas         |
| BMW Horizon                 | BMW M3                  | 38?           | Michel Ferté                 | 1             |

| Pilotos Reserva             | Pilotos Reserva | Pilotos Reserva |
| Escudería                   | N.º             | Piloto          |
| --------------------------- | --------------- | --------------- |
| Teo Martín Motorsport       | 9               | Isidoro Bajo    |
| Teo Martín Motorsport       | 12              | Javier Mora     |
| Team Repsol Nissan          | 10              | Jorge Osset     |
| Alfa Romeo Corse            | 11              | Mauricio Bajo   |
| Equipo Central Hispano Opel | 14              | Luis Climent    |

## Calendario
| Ronda | Circuito             | Fecha            |
| ----- | -------------------- | ---------------- |
| 1     | Circuito del Jarama  | 17 de abril      |
| 2     | Circuito de Albacete | 1 de mayo        |
| 3     | Circuito de Calafat  | 15 de mayo       |
| 4     | Circuito de Albacete | 5 de junio       |
| 5     | Circuit de Cataluña  | 26 de junio      |
| 6     | Circuito de Jerez    | 10 de julio      |
| 7     | Circuit de Cataluña  | 4 de septiembre  |
| 8     | Circuito Guadalope   | 18 de septiembre |
| 9     | Circuito del Jarama  | 6 de noviembre   |
| 10    | Circuito de Jerez    | 20 de noviembre  |

## Clasificaciones

### Superturismos
Sistema de puntuación
| Pos | 1º | 2º | 3º | 4º | 5º | 6º | 7º | 8º | 9º | 10º |
| --- | -- | -- | -- | -- | -- | -- | -- | -- | -- | --- |
| Pts | 20 | 15 | 12 | 10 | 8  | 6  | 4  | 3  | 2  | 1   |

Resultados
| Pos                                     | Piloto                   | JAR | ALB | CAL | ALB2 | CAT | JER | CAT2 | ALC | JAR2 | JER2 | Retención | Pts |
| --------------------------------------- | ------------------------ | --- | --- | --- | ---- | --- | --- | ---- | --- | ---- | ---- | --------- | --- |
| 1                                       | Adrián Campos            | 2   | 1   | 4   | Ret  | 1   | Ret | 1    | 2   | 4    | 5    |           | 132 |
| 2                                       | Alain Ferté              | 3   | Ret | 1   | 1    | Ret | 1   | 8†   | 1   | 7    | 7    |           | 115 |
| 3                                       | Luis Villamil            | 1   | 2   | 2   | 5    | 2   | 5   | 5    | Ret | 5    | 6    | (114 - 8) | 106 |
| 4                                       | Antonio Albacete         | 4   | 4   | Ret | 2    | 4   | 4   | 6†   | 3   | Ret  | 3    |           | 93  |
| 5                                       | Luis Pérez-Sala          | 5   | 3   | 3   | 3    | Ret | 2   | 2    | WD  | Ret  | Ret  |           | 74  |
| 6                                       | Carlos Palau             | Ret | 6   | 6   | Ret  | 5   | 3   | 3    | WD  | Ret  | 4    |           | 59  |
| 7                                       | Josep Arqué              | Ret | 7   | 7   | 4    | 3   | 6   | 7†   | 4   | 9    | 12   | (62 - 4)  | 58  |
| 8                                       | Jesús Pareja             | Ret | 5   | 5   | Ret  | Ret | Ret | 4    | WD  | 8    | 8    |           | 42  |
| Pilotos invitados no aptos para puntuar |                          |     |     |     |      |     |     |      |     |      |      |           |     |
|                                         | Gabriele Tarquini        |     |     |     |      |     |     |      |     | 1    | 2    |           |     |
|                                         | Juan Ignacio Villacieros |     |     |     |      |     |     |      |     | Ret  | 1    |           |     |
|                                         | Eric van de Poele        |     |     |     |      |     |     |      |     | 2    |      |           |     |
|                                         | Fabien Giroix            |     |     |     |      |     |     |      |     | 3    |      |           |     |
|                                         | Jordi Gené               |     |     |     |      |     |     |      |     | 6    | Ret  |           |     |
|                                         | Jean-Denis Délétraz      |     |     |     |      |     |     |      |     |      | 9    |           |     |
|                                         | Jorge Petiz              |     |     |     |      |     |     |      |     | 10   |      |           |     |
|                                         | Tomás Saldaña            |     |     |     |      |     |     |      |     |      | 10   |           |     |
|                                         | Francisco Egozkue        |     |     |     |      |     |     |      | Ret | Ret  | 11   |           |     |
|                                         | Maurice Péruz            |     |     |     |      |     |     |      |     | 11   |      |           |     |

| Color     | Resultado                                                               |
| --------- | ----------------------------------------------------------------------- |
| Oro       | Ganador                                                                 |
| Plata     | 2.ª plaza                                                               |
| Bronce    | 3.ª plaza                                                               |
| Verde     | Finalizó en los puntos                                                  |
| Azul      | Finalizó sin puntos                                                     |
| Azul      | NC - No clasificado                                                     |
| Violeta   | Ret - No terminó (Carrera)                                              |
| Rojo      | DNQ - No se clasificó                                                   |
| Negro     | DSQ - Descalificado                                                     |
| Blanco    | DNS - No empezó (carrera)                                               |
| Blanco    | WD - Retirado (fin de semana)                                           |
| Blanco    | C - Carrera cancelada                                                   |
| Sin color | DNP - Inscrito pero no participó                                        |
| Sin color | INJ - Lesionado                                                         |
| Sin color | EX - Excluido                                                           |
| Estado    | Resultado                                                               |
| Negrita   | Pole position                                                           |
| Cursiva   | Vuelta rápida                                                           |
| †         | Abandona, pero clasifica al completar el porcentaje requerido para ello |

- En las rondas 5, 6, 7 y 10 las salidas fueron lanzadas.
- Los equipos de Nissan y Ford no se presentaron en Alcañiz por considerar el circuito Guadalope demasiado peligroso para los Superturismos. La FEA obligó a los organizadores a colocar dos chicannes provisionales en dos puntos del circuito.

### Turismos
Sistema de puntuación
| Pos | 1º | 2º | 3º | 4º | 5º | 6º | 7º | 8º | 9º | 10º |
| --- | -- | -- | -- | -- | -- | -- | -- | -- | -- | --- |
| Pts | 20 | 15 | 12 | 10 | 8  | 6  | 4  | 3  | 2  | 1   |

Resultados
| Pos | Piloto                 | JAR | ALB | CAL | ALB2 | CAT | JER | CAT2 | ALC | JAR2 | JER2 | Retención  | Pts |
| --- | ---------------------- | --- | --- | --- | ---- | --- | --- | ---- | --- | ---- | ---- | ---------- | --- |
| 1   | Rafael Barrios         | 1   | 1   | 2   | 3    | 2   | 1   | 2    | 2   | 2    | Ret  | (147 - 12) | 135 |
| 2   | Ricardo García Galiano | 3   | 4   | 1   | 1    | 1   | 2   | 3    | 4   | Ret  | 1    | (139 - 10) | 129 |
| 3   | Josep Bassas           | 2   | Ret | 6   | Ret  | Ret | 7   | 1    | 1   | 1    | 3    |            | 97  |
| 4   | Iñaki Goiburu          | 4   | 3   | 4   | 2    | 3   | 3   | 4    | Ret | Ret  | 2    |            | 96  |
| 5   | Rodolfo Zonno          | 7   | Ret | 5   | 5    | 4   | 5   | 6    |     | 5    | 4    |            | 62  |
| 6   | Ferran Jordà           |     |     |     |      | 6   | 4   | Ret  | 5   | 3    | 5    |            | 44  |
| 7   | Jon Andrescu           | Ret | Ret |     | 4    | 5   | 6   | 5    |     | 4    |      |            | 42  |
| 8   | Gianni Giudicci        | 5   | 2   | 3   | Ret  | 7   |     |      |     |      |      |            | 39  |
| 9   | Alexander Villanueva   |     |     |     |      |     |     |      | 3   |      | Ret  |            | 15  |
| 10  | Michel Ferté           | 6   |     |     |      |     |     |      |     |      |      |            | 6   |

### Campeonato de Marcas
Sistema de puntuación
| Pos    | 1º | 2º | 3º | 4º | 5º | 6º | 7º | 8º |
| ------ | -- | -- | -- | -- | -- | -- | -- | -- |
| Pts ST | 16 | 14 | 12 | 10 | 8  | 6  | 4  | 2  |
| Pts T  | 8  | 7  | 6  | 5  | 4  | 3  | 2  | 1  |

Resultados
| Pos | Piloto     | JAR | ALB | CAL | ALB2 | CAT | JER | CAT2 | ALC | JAR2 | JER2 | Pts |
| --- | ---------- | --- | --- | --- | ---- | --- | --- | ---- | --- | ---- | ---- | --- |
| 1   | BMW        |     |     |     |      |     |     |      |     |      |      | 166 |
| 2   | Alfa Romeo |     |     |     |      |     |     |      |     |      |      | 155 |
| 3   | Ford       |     |     |     |      |     |     |      |     |      |      | 149 |
| 4   | Opel       |     |     |     |      |     |     |      |     |      |      | 102 |
| 5   | Nissan     |     |     |     |      |     |     |      |     |      |      | 72? |